# Lidský cytomegalovirus
Lidský cytomegalovirus je druh viru, patřící mezi cytomegaloviry společně s dalšími viry. Tento druh si jméno vysloužil svojí schopností zvětšovat hostitelské buňky. Daří se mu to zablokováním apoptózy skrze mitochondrie. Společně s dalšími známými lidskými druhy herpesvirů jako jsou HHV-1 a HHV-2 a virem Epstein-Barrové patří do čeledi Herpesviridae.

## Virologie

### Morfologie
Cytomegalovirus je obalený virus s amorfním tegumentem, sférickým až vícetvarým kapsidem tvořeným 162 kapsomerami. V průměru má 150–200 nm, glykoproteinové komplexy jsou součástí membránového obalu.

### Genom
Genom je nesegmentovaná, lineární dvoušroubovicová DNA o délce 200 kb obsahující ukončující a vnitřní repetitivní sekvence.

### Genová exprese
Každý virový transkript je většinou pro jeden protein přičemž obsahuje promotorovou/regulační sekvenci, TATA box, vedoucí sekvenci 30–300 bp (nepřekládána) na 5' konci, ukončovací nepřekládanou sekvenci 10–30 bp na 3' konci a poly A signál. Mnoho genů se překrývá, vir obsahuje jen pár oddělených. Některé ORF jsou navzájem protichůdné, některé mohou být transkribovány z více promotorů a některé geny jsou nekódující.

### Životní cyklus
Replikace probíhá v jádře. Může probíhat lýtickou nebo latentní cestou.

#### Lýtická cesta
1. Virus se naváže na hostitelské receptory.
2. Membrána viru sfúzuje s membránou buňky a vypustí tak virové jádro a tegumentární proteiny do cytoplasmy.
3. Kapsid je transportován k jadernému póru, kde je vDNA vypuštěna dovnitř.
4. Jsou exprimovány bezprostřední geny, které zahájí exprimaci raných genů.
5. Pomocí hostitelské polymerázy II je transkribována raná virová mRNA, která je přenesena do cytoplasmy a podle ní se translatují rané proteiny.
6. Rané proteiny se účastní replikace DNA, a tak jsou přeneseny zpět do jádra.
7. Syntéza velkého množství vDNA pomocí virové DNA dependentní DNA polymerázy.
8. Pomocí hostitelské polymerázy II je transkribována pozdní virová mRNA, která je přenesena do cytoplasmy a podle ní se translatují pozdní proteiny.
9. Pozdní proteiny jsou strukturní složky virového jádra, a tak jsou přeneseny zpět do jádra.
10. Viriony vypučí jadernou membránou, která byla obohacena o herpetické glykoproteiny skrze Golgiho aparát a nakonec jsou uvolněny skrz plasmatickou membránu.

Při lýtické cestě virus preferuje epiteliální slizniční buňky.

#### Latentní cesta
Replikace viru je v tandemu s replikací hostitelské buňky.

## Epidemiologie

### Prevalence
Lidský cytomegalovirus je rozšířen po celém světě. V lidské populaci se udržuje v latentní fázi, odhaduje se, že 50–80 % populace je tímto virem postižena. Většina se nakazí v dětství, a nemoc infekční mononukleóza spojená s horečkou a hepatitidou propuká pouze jednou. Výjimku tvoří osoby s imunodeficiencí, jako například pacienti po transplantaci nebo lidé s AIDS. V drtivé většině případů však virus zůstává v těle skryt a nepůsobí žádné závažné problémy. Nynější výzkumy naznačují, že, podobně jako Toxoplasma gondii, ovlivňuje CMV svého hostitele. V mozku totiž tvoří zánětlivá ložiska, která mohou sloužit jako sídla pro manipulaci.
Cytomegalovirus se přenáší tělními tekutinami (sliny, moč, sperma, krev,…) a může být proto nebezpečím například ve školkách, kde často dochází k přenosu různých nemocí a následné imunizaci.
Vir inklinuje k nákaze bez příznaků. V těle se však vytvoří protilátky, které přetrvají celý život. Podezření na CMV se uvažuje teprve až po pozitivním nálezu mononukleózy, u které nebyly nalezeny protilátky proti viru Epstein-Barrové anebo u hepatitidy, kde nebyly nalezeny protilátky proti hepatitickým virům. K odhalení těchto specifických protilátek slouží technika ELISA, v případě CMV je však komplikovaná a může označit jednotlivce jako falešně pozitivního.

### Nebezpečí
Nákaza většinou nepředstavuje problém, avšak ne tak pro nenarozené děti, které se nakazí v průběhu těhotenství. U těch se projevuje celková infekce doprovázená zvětšením jater, sleziny a žloutenkou, což u nich může vést až ke smrti. Existují léčebné metody, které tuto možnost vylučují, ale 80–90 % dětí trpí komplikacemi jako je hluchota, poškození zraku a mentální retardace. I přesto, že se infekce neprojeví, se 5–10 % může potýkat s problémy se sluchem, koordinací a mentální retardací.
Tato rizika se však vztahují jen na ženy, které se cytomegalovirem nakazily během těhotenství, a i tak je riziko přenosu zhruba 33 %, přičemž z těchto 33 % se tyto komplikace objeví jen v 10–15 % případech (3,3–5 % z celkového počtu dětí). U žen nakažených minimálně 6 měsíců před otěhotněním je riziko přenosu 1 %. U takto nakažených dětí se nevyskytují žádné významnější komplikace či abnormality.
U osob s imunitní nedostatečností se CMV projevuje v mnohem agresivnější formě, která může způsobit selhání jater. Pacienti, kteří nejsou tímto virem nakaženi a obdrží orgán, by měli preventivně podstoupit léčbu látkou zvanou valganciclovir (případně ganciclovir).
Nákaza cytomegalovirem prokazatelně snižuje i lidskou inteligenci. Navíc zde existuje korelace mezi délkou nákazy a mírou snížení inteligence, neboli čím déle má člověk tento virus, tím více mu snižuje kognici. Tento efekt je u jednotlivců relativně mírný, ale z globálního populačního hlediska má zřejmě zásadní dopad.